# NGC 6635
NGC 6635 في الفهرس العام الجديد، هي مجرة، تقع في كوكبة الجاثي. اكتشفت في 9 يوليو 1863 بواسطة ألبرت مارث.

## روابط خارجية
- NGC 6635 على موقع ويكي سكاي: DSS2, SDSS, GALEX, IRAS, Hydrogen α, X-Ray, Astrophoto, Sky Map, Articles and images